# کریستین بومن

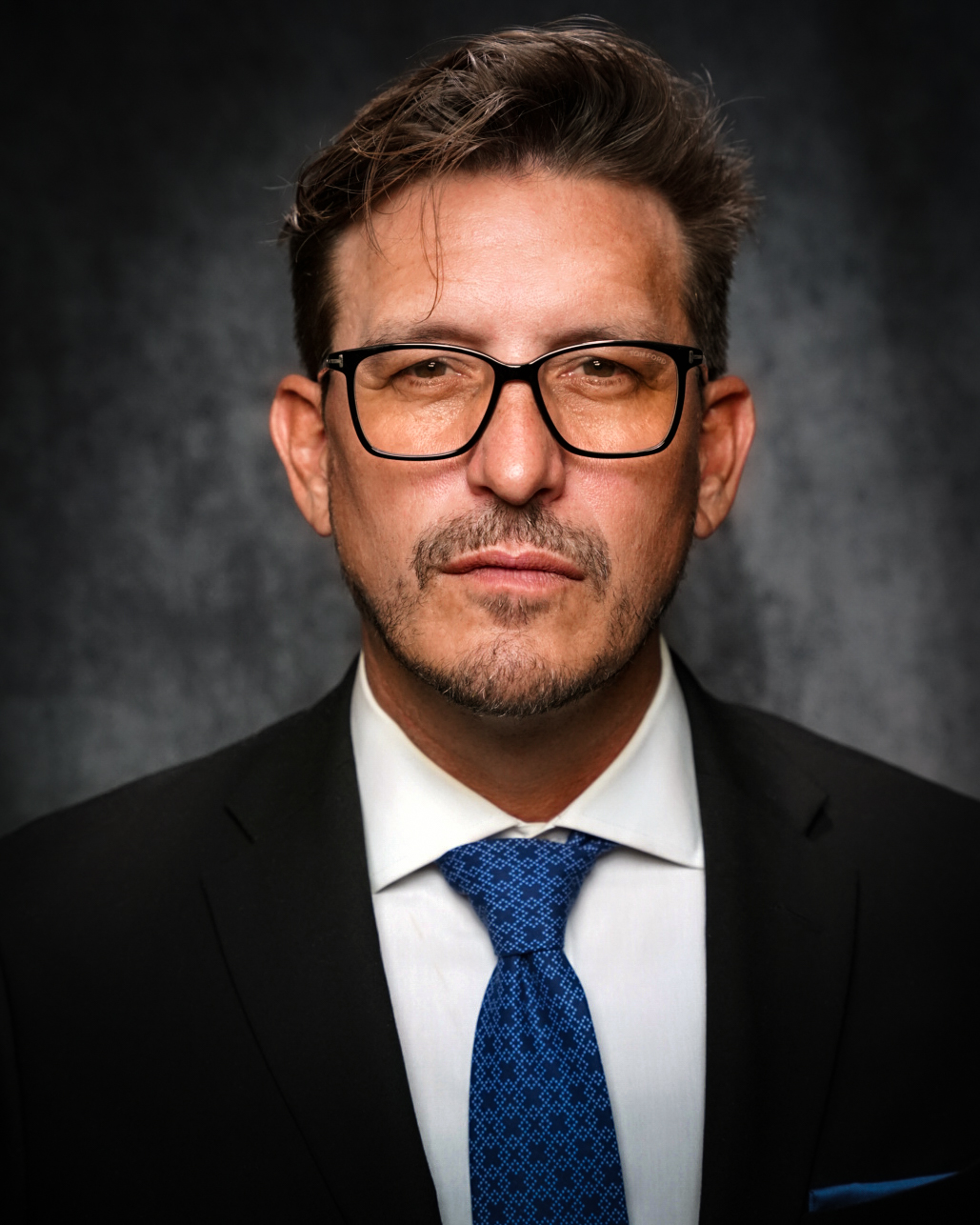
کریستین بومن

کریستین جیسون بومن بازیگر، کارگردان، تهیه‌کننده و فیلمنامه‌نویس است که در برنامه‌های تلویزیونی و فیلم‌هایی از جمله ساحل شمالی ، گمشده ، فرار از زندان ، شهر گناه: بانویی که به خاطرش می‌کشم و مگنوم پی ای ظاهر شده است.

## زندگینامه
سال‌های اولیه کریستین بومن در سواحل کالیفرنیا به کمپ زدن از اتوبوس فولکس واگن سپری شد، قبل از اینکه در نوجوانی برای سفر به دنیا. هنگامی که او هفده ساله بود، پس از سفر از رم، ایتالیا به شیکاگو، ایلینویز در نزدیکی مسیر ۶۶، درگیر یک تصادف رانندگی شد. چهار نفر از جمله مادر بومن، کارولین والش (۴۴ ساله) و دوست دخترش، سونیا هرتزوگ (۲۱) در این تصادف رانندگی کشته شدند. کریستین تنها کسی بود که از ماشینش نجات پیدا کرد. دو نفر در وسیله نقلیه دوم که جان باختند، پاتریشیا شفتیک (۵۵) و کیتی سین (۹) بودند. خواهر دوقلوی کیتی، جنیفر ۹ ساله و برادرش مایک ۱۲ ساله زنده ماندند.
بومن پس از بهبودی خود به سفر در سراسر آمریکای شمالی، آفریقا و اروپا ادامه داد، در حالی که با خانواده خود یک پایگاه خانگی در ساحل شمالی اوآهو در هاوایی ایجاد کرد. او بعداً به عمویش، چترباز جیمز داربی، در کسب و کار در اسکای دایو پالم بیچ در فلوریدا پیوست تا اینکه داربی در یک تصادف عجیب در آسمان‌سرفینگ جان خود را از دست داد. کریستین به هونولولو، هاوایی بازگشت و پسرش بودی در ۲۱ می ۲۰۰۱ به دنیا آمد.
او قبل از اینکه برای بازی در نقش استیو جنکینز، بازمانده هواپیما که اغلب با شخصیت «اسکات» در فصل اول لاست اشتباه گرفته می‌شود، بازیگری را در برنامه تلویزیونی «شور شمالی» آغاز کرد. بومن بعداً به بازیگران فرار از زندان در نقش مامور پادشاه پیوست و می‌توان آن را در برنامه‌های تلویزیونی و فیلم‌های متعددی مانند شهر گناه: بانویی که به خاطرش می‌کشم ،  و <i>مگنوم پی. ال.</i> مشاهده کرد.
کریستین علاوه بر بازیگری، کارگردانی، تهیه‌کنندگی و نویسندگی، در زمینه تبلیغات و تولیدات تجاری نیز کار کرده است. او دارای مدرک لیسانس علوم در فیلم رادیویی تلویزیونی  از دانشگاه تگزاس در آستین است، جایی که او جایزه عالی در تولید را توسط بنیاد خلاق لانگهورن دریافت کرد. زمانی که بومن در آستین، تگزاس بود ، کارهای بشردوستانه را برای یک برنامه تلویزیونی خدمات پخش عمومی و همچنین کمپین های آگاهی از قاچاق انسان با متیو مک‌کانهی از طریق شرکت تولید رسانه بازاریابی کریستین، لست پول پروداکتشنز انجام داد. قبل از بازگشت به خانه اش در هونولولو، هاوایی، او در لس آنجلس با انجمن بازیگران سینما و مدرسه فیلم لس آنجلس کار می کرد.  بومن عضو گروه ام‌بی‌ای در کالج بازرگانی شیدلر  از طریق دانشگاه هاوایی در مانوآ است، و همچنین به عنوان مدیر ارشد خلاق برای تولیدات بینایی و صدا کار می‌کند. 

## فیلم
| سال  | عنوان                              | نقش                                                        | یادداشت های دیگر |
| ---- | ---------------------------------- | ---------------------------------------------------------- | ---------------- |
| 2019 | شکوفه بهاری                        | بازیگر (مشتری عصبانی از شخصیت)                             |                  |
| 2018 | اخراج                              | بازیگر، تهیه کننده، نویسنده، کارگردان (کاراکتر-افسر دیویس) |                  |
| 2018 | غلبه بر                            | بازیگر، تهیه کننده، کارگردان (شخصیت-استیو)                 |                  |
| 2016 | باشد که آنها راه من را روشن کنند   | بازیگر (شخصیت اصلی)                                        |                  |
| 2015 | پرواز کرده                         | بازیگر (شخصیت کایل)                                        |                  |
| 2014 | شهر گناه: بانویی که به خاطرش می‌کشم | بازیگر (شخصیت-مرد)                                         |                  |
| 2011 | استوک، ساقه، سهام                  | بازیگر (شخصیت-فیلمبردار)                                   |                  |
| 2012 | دشمن ذهن                           | بازیگر (شخصیت-استون)                                       |                  |
| 2010 | استودیو شات                        | کارگردان، تهیه کننده، نویسنده، بازیگر (شخصیت-درک)          |                  |

## تلویزیون
| سال  | عنوان                      | نقش                 | یادداشت های دیگر |
| ---- | -------------------------- | ------------------- | ---------------- |
| 2012 | بازی دروغ                  | حفاظ درب            | کامل             |
| 2008 | فرار از زندان              | مامور پادشاه        | کامل             |
| 2007 | فرار از زندان              | مامور پادشاه        | کامل             |
| 2005 | لاست                       | استیو جنکینز        | کامل             |
| 2004 | لاست                       | استیو جنکینز        | کامل             |
| 2004 | ساحل شمال                  | استیو "وایلدو" ویلی | کامل             |
| 2021 | <i id="mwtA">Magnum PI</i> | استیون دیویس        | کامل             |